# Ao Vivo (álbum de Carlinhos Felix)
Ao Vivo é o primeiro álbum ao vivo do cantor cristão Carlinhos Felix, lançado em julho de 1996 pela gravadora MK Music. Com show realizado no Canecão, Carlinhos gravou algumas de suas canções mais notáveis na carreira solo e também regravou "Palácios" do Rebanhão e "Autor da Minha Fé" do Grupo Logos. Também foi distribuído em formato digital anos depois.
Produzida pelo instrumentista Zé Canuto, a gravação e a obra em si é uma das mais notáveis do cantor, sendo considerada pela mídia algo que marcou a história da música cristã unindo qualidade e a presença do público.

## Antecedentes
Com quatro anos de carreira solo e quatro álbuns solo lançados, Carlinhos Felix já era um artista solidificado no cenário evangélico. Além dos registros de sua carreira, o cantor também atuou na construção de Amo Você Vol. 1, primeiro álbum de uma série que teria uma larga longevidade na gravadora MK Publicitá. Do ponto de vista fonográfico, a parceria do cantor com a gravadora era de três álbuns, e o registro seguinte seria o último do contrato vigente.

## Gravação
Comemorando mais de 15 anos de carreira naquela ocasião, Carlinhos Felix programou um show no Canecão, um dos espaços mais tradicionais do país, pelo qual o cantor já tinha se apresentado com a banda Rebanhão em 1988 no lançamento do álbum Novo Dia — um feito considerado inédito para um nome evangélico. O show teve uma procura significativa, o que animou o cantor. Durante uma live ocorrida em 2020, Carlinhos contou que, ao ver que tinha um alto público para assistir a apresentação, ligou para Toney Fontes e o pediu que se encarregasse de levar um estúdio móvel para gravar a apresentação. Toney estava distante do local e se deslocou com rapidez para chegar a tempo.}}
Sem um intuito inicial de gravar o show, Carlinhos acabou improvisando parte do repertório durante o próprio show. Anos mais tarde, ele contou que "Grande É O Senhor", por exemplo, entrou no repertório espontaneamente durante a apresentação. Com isso, o repertório de Ao Vivo foi variado: reuniu músicas do catálogo solo de Felix, músicas até então de sua fase no Rebanhão (como "Palácios, que era originalmente interpretada por Pedro Braconnot) e covers de outros artistas, como "Autor da Minha Fé" (Grupo Elo).
Depois da gravação, Carlinhos Felix entregou Ao Vivo como o seu projeto final pela MK. Em seguida, o cantor criou uma gravadora independente.

## Lançamento e recepção
| Críticas profissionais | Críticas profissionais |
| Avaliações da crítica  | Avaliações da crítica  |
| Fonte                  | Avaliação              |
| ---------------------- | ---------------------- |
| O Propagador           | [ 9 ]                  |
| Super Gospel           | [ 10 ]                 |

Carlinhos Felix foi lançado em 1996 pela gravadora MK Publicitá e foi um sucesso de crítica. O guia discográfico do O Propagador atribuiu 4 estrelas de 5, definindo que Ao Vivo era "disco ao vivo que o Rebanhão poderia ter gravado" e que, no projeto, "Carlinhos revisitou as melhores músicas de sua breve carreira solo e ainda agregou clássicos".
Em 2016, 20 anos após o lançamento do álbum original, o álbum recebeu uma avaliação favorável do Super Gospel. O texto defende que o álbum registrou Carlinhos Felix no auge e que "dotado de uma qualidade musical e espontaneidade que provavelmente nenhum lançamento, na década, teve, a obra é um dos mais eficazes discos ao vivo gravados na música cristã nacional".

## Faixas
A seguir lista-se as faixas, compositores e durações de cada canção de Ao Vivo, segundo o encarte do disco.
| N.º            | Título                 | Compositor(es)                          | Duração |  |
| 1.             | "Você Precisa de Deus" | Carlinhos Felix                         | 5:14    |  |
| 2.             | "Pescador"             | Luciano Dewey                           | 3:16    |  |
| 3.             | "Basta Querer"         | Jorge Guedes                            | 3:20    |  |
| 4.             | "Ponto a Ponto"        | Felix Edson Feitosa                     | 3:38    |  |
| 5.             | "Palácios"             | Pedro Braconnot                         | 5:52    |  |
| 6.             | "Senhor do Universo"   | Lucas Ribeiro                           | 6:26    |  |
| 7.             | "Grande é o Senhor"    | Steve McEwan, Versão: Adhemar de Campos | 5:25    |  |
| 8.             | "Santo"                | Livingston Farias                       | 3:44    |  |
| 9.             | "Diga Lá"              | Michel Joran                            | 4:24    |  |
| 10.            | "Ele é o Meu Senhor"   | Guedes Alexandre Rangel                 | 3:36    |  |
| 11.            | "Espírito do Senhor"   | Kleber Lucas                            | 5:28    |  |
| 12.            | "Autor da Minha Fé"    | Paulo Cezar da Silva                    | 6:51    |  |
| Duração total: | Duração total:         | Duração total:                          | 57:41   |  |